# Comuna de Złocieniec
Złocieniec (polaco: Gmina Złocieniec) é uma gminy (comuna) na Polónia, na voivodia de Pomerânia Ocidental e no condado de Drawski.
De acordo com os censos de 2005, a comuna tem 15.734 habitantes, com uma densidade 80,9 hab/km².

## Área
Estende-se por uma área de 194,53 km².